# René Colas
René Colas (* 26. Juli 1901 in Paris; † 16. Oktober 1984 in Mervent, Frankreich) war ein französischer Kameramann.

## Leben und Wirken
Colas startete mit seiner Geburt in ein Filmleben, dieweil beide Elternteile für den französischen Kinematographie-Pionier Georges Méliès arbeiteten. Neben Méliès besetzten ihn auch dessen Kollegen Ferdinand Zecca und Louis J. Gasnier als Kind in ihren Filmen. Als Teenager begann Colas seine Berufslaufbahn als Filmvorführer und durchlief danach weitere klassische Branchenstationen: Vom Requisiteur zum Assistenten, einfachen Kameramann und schließlich zum Co-Chefkameramann (noch beim Stummfilm) unter dem Regisseur  Léonce Perret. Zu seinen frühen Lehrmeistern hinter der Kamera zählten bedeutende Fotografen wie Léonce-Henri Burel und Jean Bachelet. Obwohl nie an überdurchschnittlich bedeutenden Filmen beteiligt, kam es jedoch bereits vor dem Zweiten Weltkrieg zu Zusammenarbeiten mit bekannten Regisseuren wie Joe May, Maurice Tourneur und Max Ophüls.
Im Zweiten Weltkrieg zu weitgehender Inaktivität verdammt, setzte René Colas nach 1945 zwar seine Tätigkeit beim heimischen, künstlerisch wenig ambitionierten Kinounterhaltungsfilm fort, wechselte aber schließlich mit Beginn der 1960er Jahre zum Fernsehen, wo er Karriere beim staatlichen Sender ORTF machte und sich Ansehen mit film- und fernsehtechnischen Innovationen erwarb. In Zusammenarbeit mit Jean-Christophe Averty erwarb er sich unter anderem einen guten Namen bei der Entwicklung von neuen Bildtechniken und Spezialeffekten. Nach seiner Pensionierung zog sich Colas in die westfranzösische Provinz, in die Vendée, zurück, wo er seinen Lebensabend verbrachte.

## Filmografie
- 1926: Lolotte, das Modell (La Femme nue)
- 1927: Palaces
- 1927: Das Schloß der Liebe (Morgane la sirène)
- 1928: Die Orchideen-Tänzerin (La Danseuse Orchidée)
- 1928: Die große Leidenschaft (La Grande Passion)
- 1930: L'Escale
- 1930: L'Arlésienne
- 1930: Lévy et Cie
- 1930: Die kleine Lise (La petite Lise)
- 1931: La femme et le rossignol
- 1931: Paris-Méditerranée
- 1932: Les Gaîtés de l'escadron
- 1932: Une merveilleuse journée
- 1933: Toto
- 1933: Charlemagne
- 1933: Knock
- 1934: Der gestohlene Millionär (On a volé un hemme)
- 1934: Primerose
- 1934: Prince de minuit
- 1935: Jim la Houlette
- 1935: Justin de Marseille
- 1935: Schuld und Sühne (Crime et Châtiment)
- 1936: Samson
- 1936: Une fille à Papa
- 1937: Le cantinier de la coloniale
- 1937: Le Fraudeur
- 1938: Gargousse
- 1938: Clodoche
- 1939: Une java
- 1940: Der betrogene Bertrüger: (Volpone)
- 1942: Pension Jonas
- 1942: Frau am Kreuzweg (La femme perdue)
- 1943: La Chèvre d'or
- 1945: Blondine
- 1946: Le Gardian
- 1946: Madame et son flirt
- 1947: Quartier chinois
- 1947: Mandrin
- 1948: Der Barbier von Sevilla (Le Barbier de Séville)
- 1948: Le voleur se porte bin
- 1949: Ma tante d'Honfleur
- 1949: Jo la Romance
- 1950: La Maison du printemps
- 1951: Piédalu à Paris
- 1952: Foyer perdu
- 1952: Piédalu fait des miracles
- 1953: Des quintuplés au pensionnat
- 1954: Piédalu député
- 1954: Die Knallschote (Ah ! les belles bacchantes)
- 1955: Arthur Honegger (Kurzdokumentarfilm)
- 1956: Coup dur chez les Mus
- 1957: Du sang sous le chapiteau
- 1958: Les Gaîtés de l'escadrille
- 1959: Auch Helden wollen leben (Marche ou crève)
- 1960: Rue de la gaîté (TV-Serie, eine Folge)
- 1962: Le joueur (Fernsehfilm)
- 1962: Les bonnes Adresse du passé (TV-Serie)
- 1964: Premier prix de piano (Fernsehfilm)
- 1965: La petite hutte